# Brandstrup Kirkedistrikt
Brandstrup Kirkedistrikt var den vestlige del af Vindum Sogn i Viborg Østre Provsti, Viborg Stift. Kirkedistriktet lå omkring Brandstrup Kirke, der blev opført i 1869, og omfattede bl.a. det meste af sognets eneste by Rødkærsbro. Sognet blev ofte kaldt Vindum-Brandstrup Sogn.
Vindum Sognekommune indgik ved kommunalreformen i 1970 i Bjerringbro Kommune, som ved kommunalreformen i 2007 indgik i Viborg Kommune.
Da kirkedistrikterne blev nedlagt 1. oktober 2010, blev langt de fleste udskilt som selvstændige sogne, men Brandstrup var et de få, der forblev en del af modersognet.